# 北61線
北61線 保佑－中路，是位於新北市的一條區道，起自新北市蘆洲區保佑，迄於新北市蘆洲區中路，全長4.528公里。

## 路線說明
- 新北市

蘆洲區：
保佑（北53-1線岔路）→ 仁愛路 → 和尚港 → 民族路436巷 → 民族路426巷 → 民族路327巷 → 復興路105巷 → 北64線（短暫共線） → 信義路 → 溪墘（103甲線） → 信義路 → 成功路 → 和平路 → 中路（終點，北64線岔路）

## 歷史沿革
| 北61線歷史沿革 | 北61線歷史沿革                                            | 北61線歷史沿革                             |
| 年代           | 本編號沿革                                                | 本路線沿革                                 |
| -------------- | --------------------------------------------------------- | ------------------------------------------ |
| 1961年         | 中路－正義間2.293km                                       | 編為北62線（保佑樓厝－中路間4.581km）。    |
| 1976年         | 原線編入北64線後改編新線，路線名石壁腳－龍形，里程1.600km | 路線更名為保佑－中路，里程4.358公里。      |
| 1983年         | 原北61線改為北54線；原北62線改編為北61線。                | 原北61線改為北54線；原北62線改編為北61線。 |

## 交會公路
- 北53-1線
- 北64線
- 103甲線
- 103線
- 北63線